# Ghana Premier League
Ghana Premier League, under 2019 under namnet Ghana Football Association Normalization Committee Special Competition, är den högsta divisionen i det ghananska ligasystemet. Ligan skapades 1956 för att ersätta flera mindre fotbollstävlingar i Ghana och samla de bästa lagen i en liga. Ligan organiseras av Ghana Football Association och var den 1 juni 2017 rankad som den femtonde bästa ligan i Afrika enligt CAF:s femårsranking. Ligan bytte officiellt namn till First Capital Plus Premier League och antog 2018 officiellt namnet Zylofon Cash Premier League sedan ligan signerat ett femårsavtal, enligt mediarapporter värt 10 miljoner USD över en femårsperdiod, med företaget Zylofon Group.

## Historia

### Ligans tidiga år
Innan ligan skapades fanns det flera olika stora fotbollstävlingar i landet, bl.a. The Accra Football League och the Gold Coast Club Competition.
Ligan spelades första gången 1956 men då ligan bojkottades av de Ashanti-baserade klubbarna följde även bojkotter från andra lag. Hearts of Oak från Accra utsågs till mästare. Den första riktiga säsongen spelades 1958 med åtta lag som tävlade om titeln.

### Katastrofen på Accra Sports Stadium
Den 21 maj 2001 inträffade en tragedi när ligans två mest framgångsrika lag, Hearts of Oak och Asante Kotoke, skulle mötas på Accra Sports Stadium. Vid ställningen 2-1 till hemmalaget Hearts of Oak började missnöjda bortasupportrar kasta stolar och flaskor mot planen. Polisen bemötte oroligheterna genom att skjuta gummikulor och tårgas mot publiken. Panik utbröt och 127 personer (enligt vissa källor 126) dog av kvävning eller annat trauma. Katastrofen var den fjärde incidenten med dödlig utgång vid fotbollsarenor i Afrika på fyra veckor. Efter katastrofen upphörde allt spel i ligan under en månads tid. Sex poliser åtalades för vållande till annans död men samtliga friades då kvävningen inte berodde på tårgasen.
En officiell utredning tillsattes av president John Agyekum Kufuor, ledd av juristen Sam Okudzeto. Kommissionens rapport hade 64 rekommendationer, de flesta säkerhetsåtgärder som införts i Europa decennier tidigare.

### Namnbyten
I februari 2014, efter fyra månader utan huvudsponsor för ligan och två veckor in i seriespelet, meddelades ett nytt sponsoravtal mellan den ghananska banken First Capital Plus Bank och Ghana Football Association. Femårsavtalet uppgavs vara värt 2 miljoner $ om året, totalt 10 miljoner $, och sträckte sig över säsongen 2019. Som en del av avtalet bytte ligan officiellt namn till First Capital Plus Premier League.
Efter tre år utan ett huvudsponsoravtal skrev Ghana FA ett avtal med företaget Zylofon Group. Ligan bytte i maj 2018 officiellt namn till Zylofon Cash Ghana Premier League. Avtalet löpte enligt mediarapporter över en femårsperiod och var värt 10 miljoner USD. Redan månaden efter rapporterades det att bolaget såg över möjligheterna att bryta avtalet efter att en exposé avslöjat omfattande korruption i det ghananska fotbollsförbundet.

### Korruptionsskandal
Under sommaren 2018 utbröt en stor skandal då omfattande korruption inom det ghananska fotbollsförbundet uppdagades i och med att dokumentärfilmen When Greed and Corruption Become the Norm av Anas Aremayaw Anas premiärvisades. Bland annat sågs fotbollsförbundets president, Kwesi Nyantakyi, ta emot en muta på 65,000 USD. Spelet i ligan stoppades därmed utan tidsplan för när spelet återupptas.

## Deltagande lag (2019/2020)
| Lag                   | Ort            | Arena                     | Kapacitet | Plac. 2019  |
| --------------------- | -------------- | ------------------------- | --------- | ----------- |
| Accra Great Olympics  | Accra          | Ohene Djan Stadium        | 40 000    | -           |
| Aduana Stars          | Dormaa Ahenkro | Agyeman Badu Stadium      | 6 000     | 4 (Grupp A) |
| Asante Kotoko         | Kumasi         | Baba Yara Stadium         | 40 528    | 2 (Grupp A) |
| Ashanti Gold          | Obuasi         | Len Clay Stadium          | 20 000    | 1 (Grupp A) |
| Bechem United         | Brong-Ahafo    | Nana Gyeabour's Park      | 5 000     | 5 (Grupp A) |
| Berekum Chelsea       | Berekum        | Coronation Park           | 10 000    | 7 (Grupp A) |
| Dreams FC             | Accra          | Dawu Sports Stadium       | 5 300     | 6 (Grupp B) |
| Ebusua Dwarfs         | Cape Coast     | Cape Coast Sports Stadium | 15 000    | 7 (Grupp B) |
| Eleven Wonders        | Techiman       | Ohene Ameyaw Park         | 2 000     | 6 (Grupp A) |
| Elmina Sharks         | Elmina         | Nduom Sports Stadium      | 15 000    | 4 (Grupp B) |
| Hearts of Oak         | Accra          | Ohene Djan Stadium        | 40 000    | 1 (Grupp B) |
| Inter Allies          | Storaccra      | Tema Sports Stadium       | 5 000     | 8 (Grupp B) |
| Karela United         | Aiyinase       | CAM Park                  | 5 000     | 2 (Grupp B) |
| King Faisal           | Kumasi         | Baba Yara Stadium         | 40 528    | -           |
| Legon Cities          | Wa             | Wa Sports Stadium         | 5 000     | -           |
| Liberty Professionals | Accra          | Dansoman Park             | 2 000     | 3 (Grupp B) |
| Medeama SC            | Tarkwa         | TNA Park                  | 12 000    | 3 (Grupp A) |
| WAFA                  | Gomoa East     | Sogakope Stadium          | 1 000     | 5 (Grupp B) |

## Tidigare vinnare
Tidigare vinnare av ligan. 

- 1956 : Hearts of Oak (Accra)
- 1957 : ingen tävling
- 1958 : Hearts of Oak (Accra)
- 1959 : Asante Kotoko (Kumasi)
- 1960 : Eleven Wise (Sekondi-Takoradi)
- 1961/62 : Hearts of Oak (Accra)
- 1962/63 : Real Republicans (Accra)
- 1963/64 : Asante Kotoko (Kumasi)
- 1964/65 : Asante Kotoko (Kumasi)
- 1966 : Mysterious Dwarves (Cape Coast)
- 1967 : Asante Kotoko (Kumasi)
- 1968 : Asante Kotoko (Kumasi)
- 1969 : Asante Kotoko (Kumasi)
- 1970 : Great Olympics (Accra)
- 1971 : Hearts of Oak (Accra)
- 1972 : Asante Kotoko (Kumasi)
- 1973 : Hearts of Oak (Accra)
- 1974 : Great Olympics (Accra)
- 1975 : Asante Kotoko (Kumasi)
- 1976 : Hearts of Oak (Accra)
- 1977 : Sekondi Hasaacas (Sekondi)
- 1978 : Hearts of Oak (Accra)
- 1979 : Hearts of Oak (Accra)
- 1980 : Asante Kotoko (Kumasi)
- 1981 : Asante Kotoko (Kumasi)
- 1982 : Asante Kotoko (Kumasi)
- 1983 : Asante Kotoko (Kumasi)
- 1984 : Hearts of Oak (Accra)
- 1985 : Hearts of Oak (Accra)
- 1986 : Asante Kotoko (Kumasi)
- 1987 : Asante Kotoko (Kumasi)
- 1988/89 : Asante Kotoko (Kumasi)
- 1989/90 : Hearts of Oak (Accra)
- 1990/91 : Asante Kotoko (Kumasi)
- 1991/92 : Asante Kotoko (Kumasi)
- 1992/93 : Asante Kotoko (Kumasi)
- 1993/94 : Goldfields (Obuasi)
- 1994/95 : Goldfields (Obuasi)
- 1995/96 : Goldfields (Obuasi)
- 1996/97 : Hearts of Oak (Accra)
- 1997/98 : Hearts of Oak (Accra)
- 1999 : Hearts of Oak (Accra)
- 2000 : Hearts of Oak (Accra)
- 2001 : Hearts of Oak (Accra)
- 2002 : Hearts of Oak (Accra)
- 2003 : Asante Kotoko (Kumasi)
- 2004/05 : Hearts of Oak (Accra)
- 2005 : Asante Kotoko (Kumasi)
- 2006/07 : Hearts of Oak (Accra)
- 2007/08 : Asante Kotoko (Kumasi)
- 2008/09 : Hearts of Oak (Accra)
- 2009/10 : Aduana Stars (Dormaa)
- 2010–11 : Berekum Chelsea (Berekum)
- 2011–12 : Asante Kotoko (Kumasi)
- 2012/13 : Asante Kotoko (Kumasi)
- 2013/14 : Asante Kotoko (Kumasi)
- 2015 : Ashanti Gold (Obuasi)
- 2016 : Wa All Stars (Wa)
- 2017 : Aduana Stars (Dormaa)
- 2018 : Ej färdigspelad
- 2019 : GFA Normalization Committee Special Competition : Asante Kotoko (Kumasi)

### Titlar per klubb
| Klubb                     | Stad/Region                 | Antal titlar | Senaste titel |
| ------------------------- | --------------------------- | ------------ | ------------- |
| Asante Kotoko             | Kumasi, Ashanti             | 24           | 2019          |
| Hearts of Oak             | Accra, Greater Accra        | 20           | 2008/09       |
| Ashanti Gold (Goldfields) | Obuasi, Ashanti             | 4            | 2015          |
| Great Olympics            | Accra, Greater Accra        | 2            | 1974          |
| Aduana Stars              | Dormaa Ahenkro, Brong-Ahafo | 2            | 2017          |
| Eleven Wise               | Sekondi, Western            | 1            | 1960          |
| Real Republicans          | Accra, Greater Accra        | 1            | 1962/63       |
| Mysterious Dwarves        | Cape Coast, Central         | 1            | 1966          |
| Sekondi Hasaacas          | Sekondi, Western            | 1            | 1977          |
| Berekum Chelsea           | Berekum, Brong-Ahafo        | 1            | 2010/11       |
| Wa All Stars              | Wa, Upper West              | 1            | 2016          |

## Skytteligavinnare
| Säsong  | Spelare                 | Lag                   | Antal mål |
| ------- | ----------------------- | --------------------- | --------- |
| 1973    | Peter Lamptey           | Hearts of Oak         |           |
| 1974    | Dan Owusu               | Bofoakwa Tano         |           |
| 1975    | Dan Owusu               | Bofoakwa Tano         |           |
| 1976    | Dan Owusu               | Bofoakwa Tano         |           |
| 1977    | George Alhassan         | Great Olympics        |           |
| 1978    | Muhammed Choo           | Real Tamale United    |           |
| 1979    | Opoku Afriyie           | Asante Kotoko         |           |
| 1980    | Emmanuel Quashie        | Sekondi Hasaacas      |           |
| 1981    | Opoku Afriyie           | Asante Kotoko         |           |
| 1982    | Muhammed Choo           | Real Tamale United    |           |
| 1983    | Anane Kobo              | Real Tamale United    |           |
| 1984    | Anane Kobo              | Real Tamale United    |           |
| 1985    | George Alhassan         | Great Olympics        |           |
| 1986    | Tony Yeboah[a]          | Okwavu United         |           |
| 1987    | Tony Yeboah[a]          | Okwavu United         |           |
| 1988/89 | Henry Acquah            | Hearts of Oak         |           |
| 1989/90 | Muhammed Tijani         | Cornerstones          |           |
| 1990/91 | Thomas Boakye           | Asante Kotoko         |           |
| 1991/92 | Abdul Mumuni            | Dawu Youngstars       |           |
| 1992/93 | Augustine Ahinful       | Goldfields            | 12        |
| 1993/94 | Laud Oscar              | Dawu Youngstars       |           |
| 1994/95 | Charles Amoah           | Okwawu United         |           |
| 1995/96 | Kofi Deblah             | Goldfields            |           |
| 1996/97 | Kofi Deblah[b]          | Goldfields            |           |
| 1997/98 | Joe Fameyeh             | Hearts of Oak         |           |
| 1999    | Ishmael Addo            | Hearts of Oak         | 19        |
| 2000    | Ishmael Addo            | Hearts of Oak         | 21        |
| 2001    | Ishmael Addo            | Hearts of Oak         | 22        |
| 2002    | Charles Asampong Taylor | Hearts of Oak         | 18        |
| 2002    | Bernard Dong Bortey     | Hearts of Oak         | 18        |
| 2003    | Shaibu Yakubu           | Goldfields Obuasi     | 13        |
| 2004/05 | Samuel Yeboah           | Heart of Lions        | 18        |
| 2005    | Prince Tagoe            | Hearts of Oak         | 18        |
| 2006/07 | Emmanuel Clottey        | Great Olympics        | 14        |
| 2007/08 | Eric Bekoe              | Asante Kotoko         | 17        |
| 2008/09 | Alex Asamoah            | Asante Kotoko         | 16        |
| 2009/10 | Samuel Affum            | Hearts of Oak         | 13        |
| 2009/10 | Bismark Idan            | Kessben FC            | 13        |
| 2010/11 | Nana Poku               | Berekum Arsenal       | 14        |
| 2011/12 | Emmanuel Baffour        | New Edubiase United   | 21        |
| 2012/13 | Mahatma Otoo            | Hearts of Oak         | 20        |
| 2013/14 | Augustine Okrah         | Bechem                | 16        |
| 2015    | Kofi Owusu              | Berekum               | 19        |
| 2016    | Latif Blessing          | Liberty Professionals | 17        |
| 2017    | Hans Kwofie             | AshGold               | 17        |
| 2018    | Hafiz Konkoni           | Bechem United         | 8         |
| 2019    | Diawisie Taylor         | Karala United         | 8         |
Noteringar
1. 1 2  Tony Yeboah gjorde 35 mål på 35 matcher under säsongerna 1986 och 1987.[13]
2. ↑  Ursprungligen en seger för Joe Fameyeh men titeln fråntogs från honom då han gjort flera billiga mål i en påstått uppgjord match.[14]